# Calycopsis gara
Calycopsis gara är en nässeldjursart som beskrevs av Petersen 1957. Calycopsis gara ingår i släktet Calycopsis och familjen Bythotiaridae. Inga underarter finns listade i Catalogue of Life.